# 在日コスタリカ人
在日コスタリカ人（ざいにちコスタリカじん）は、日本に一定期間在住するコスタリカ国籍の人々である。

## 統計
日本の法務省の在留外国人統計によると、2022年12月末時点で在日コスタリカ人は218人である。
在留資格別（3位まで）
| 順位 | 在留資格       | 人数 |
| ---- | -------------- | ---- |
| 1    | 永住者         | 75   |
| 2    | 留学           | 39   |
| 3    | 日本人の配偶者 | 36   |

都道府県別（3位まで）
| 順位 | 都道府県 | 人数 |
| ---- | -------- | ---- |
| 1    | 東京     | 54   |
| 2    | 神奈川   | 29   |
| 3    | 埼玉     | 14   |

## 著名人
- ダニー・カルバハル
- ケニー・クニンガム